# Державний музей мистецтв Грузії
Державний музей мистецтв Грузії (груз. საქართველოს ხელოვნების მუზეუმი) — художній музей у місті Тбілісі. Офіційна назва — Державний музей образотворчих мистецтв ім. Шалви Аміранашвілі. Входить до складу Національного музею Грузії та є найбільшим музеєм образотворчих мистецтв у Грузії.

## Історія
Він був заснований в 1920 році Дмитром Шеварднадзе як Національна галерея мистецтв Грузії. 5 серпня 1932 року на базі галереї був створений Центральний музей образотворчих мистецтв, у якому зібрані колекції Грузинського історико-етнографічного товариства і Музею древнегрузинского мистецтва Тбіліського університету. З 1933 року він став називатися Центральним музеєм образотворчих мистецтв «Метехі». у 1950-ті роки був перейменований в Державний художній музей. 1984 року в музеї було вже близько 60 000 експонатів.

## Галерея

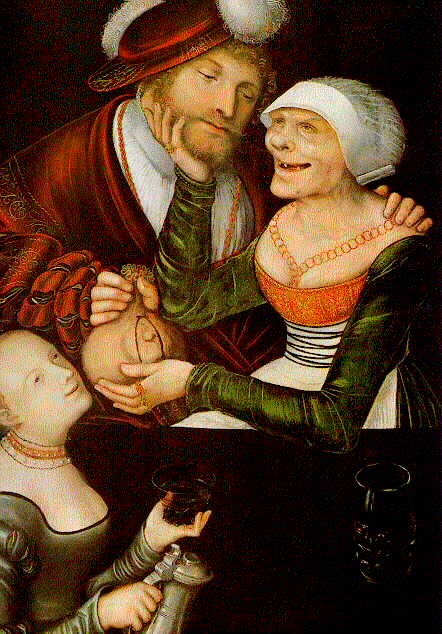
Лукас Кранах старший. «Звідниця», 1548
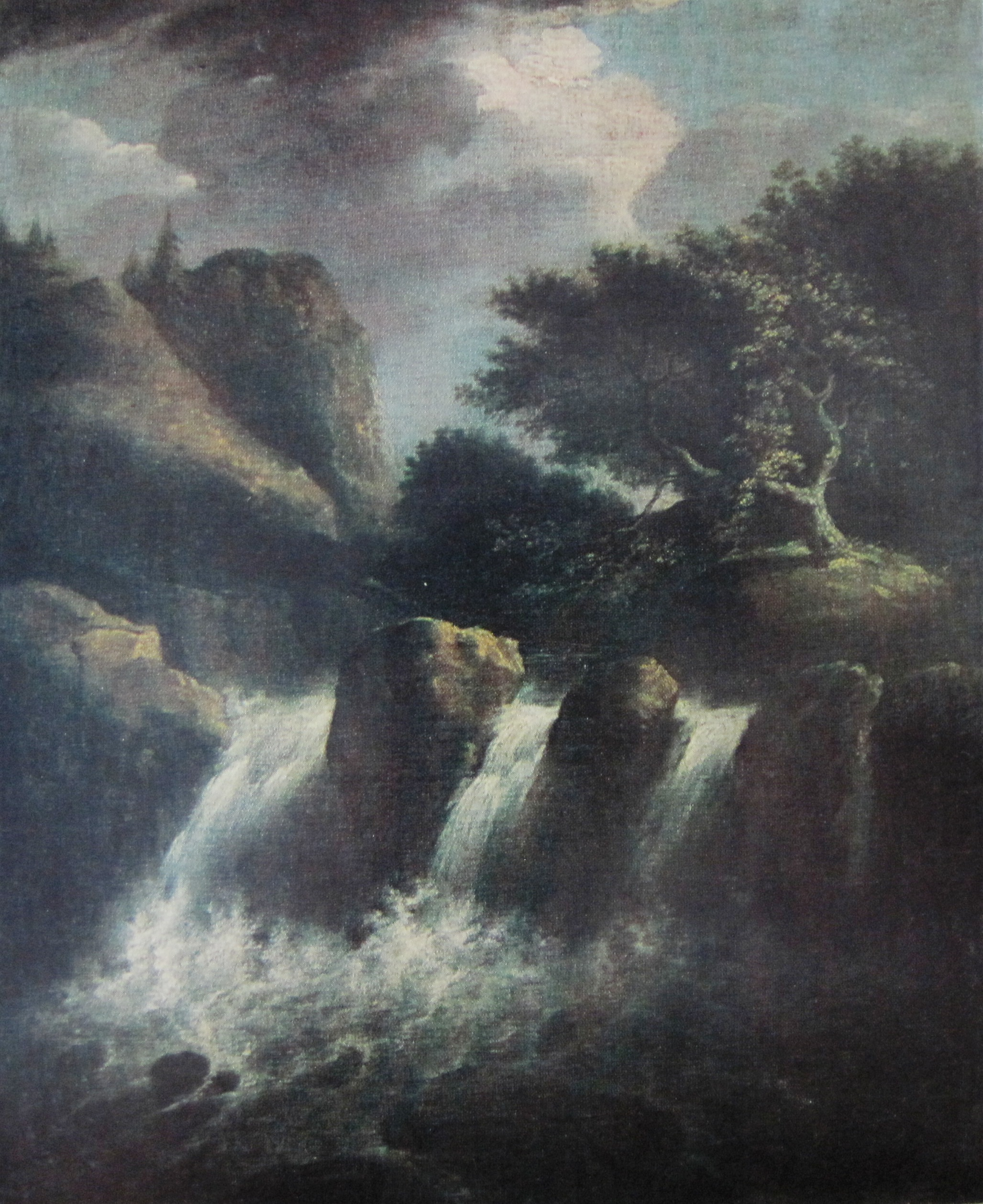
Якоб ван Рейсдал. Пейзаж, XVII ст.
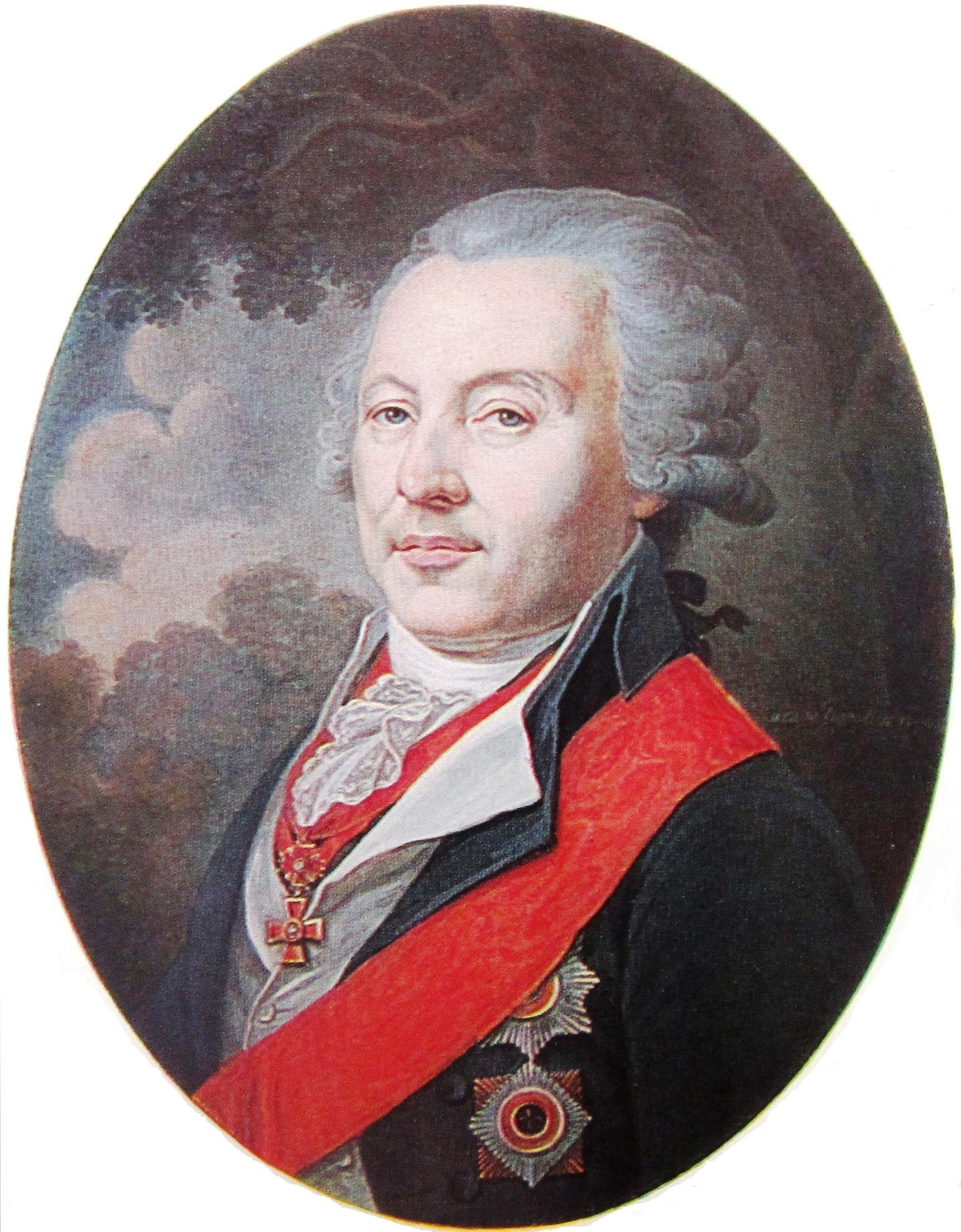
Володимир Боровиковський. Портрет сенатора Олексія Васильєва, до 1825
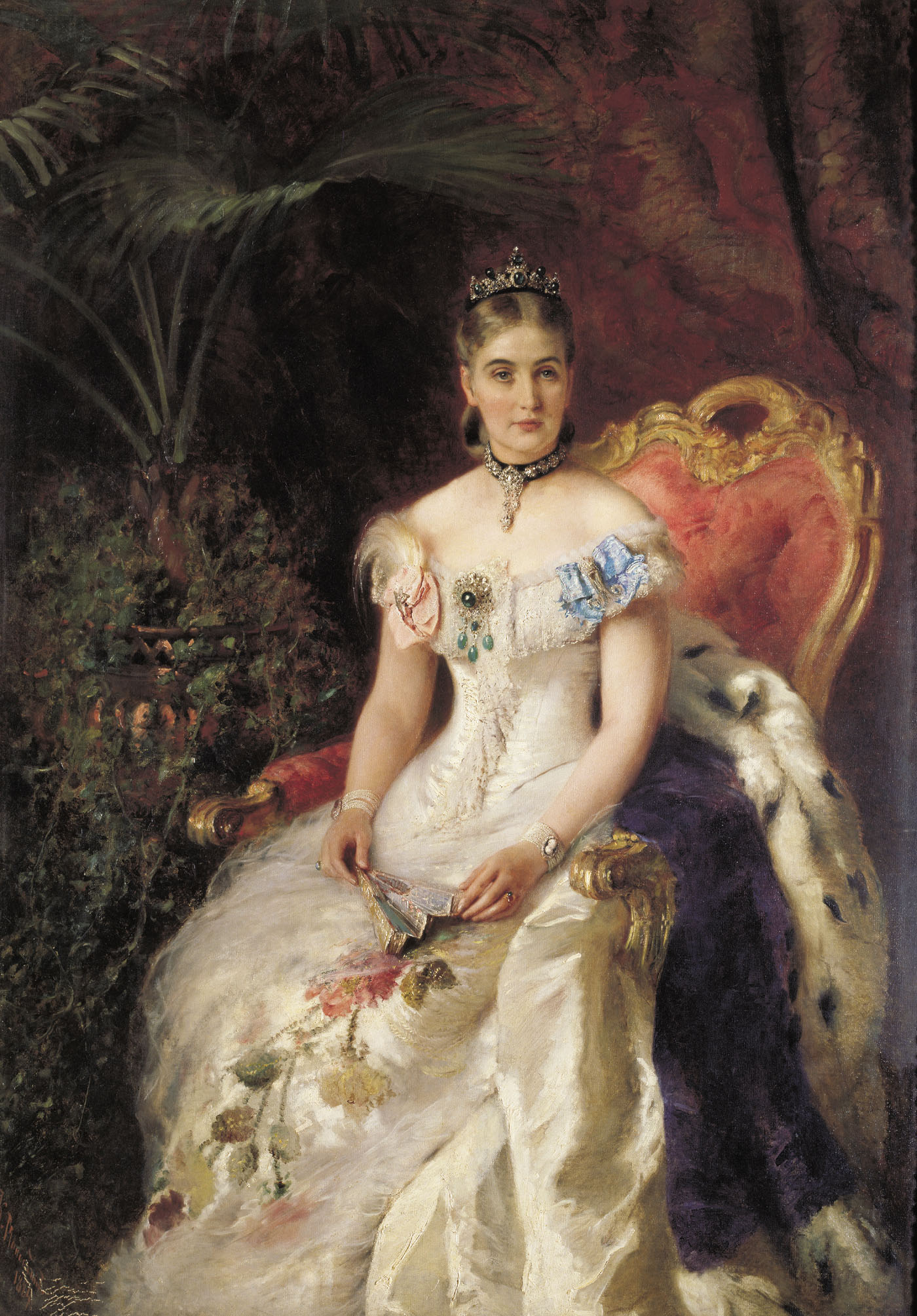
Костянтин Маковський. Портрет графині В. А. Волконської, 1884
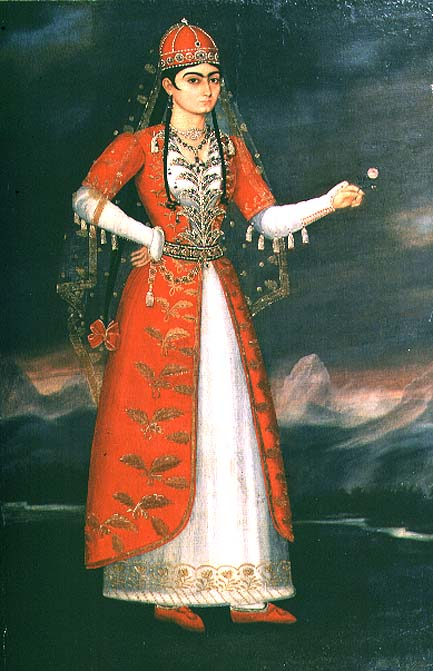
Невідомий художник. Ніно Еріставі, 1829
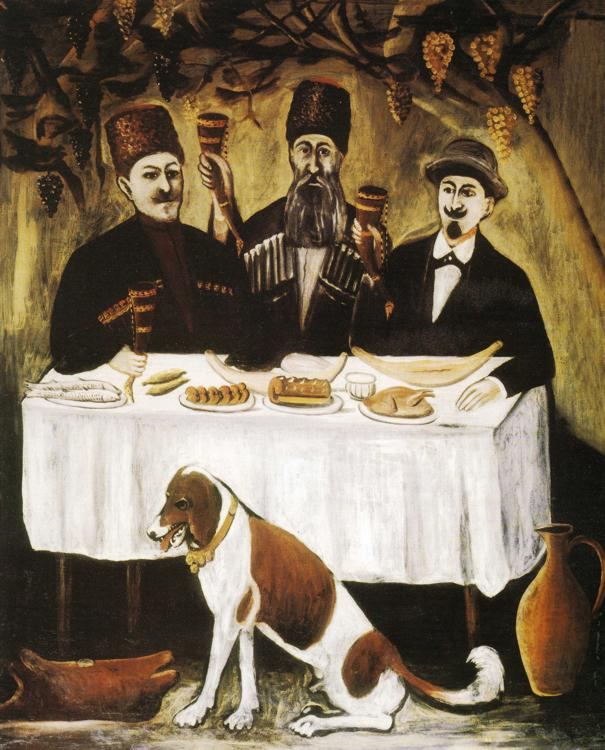
Ніко Піросмані. «Гульня в виноградній альтанці», 1905